# Bartkowiak (film)
A Bartkowiak 2021-ben bemutatott lengyel akció-kalandfilm Daniel Markowicz rendezésében és Daniel Bernardi forgatókönyvével. A főszerepben Szymon Bobrowski, Janusz Chabior és Zofia Domalik látható.
A filmet 2021. július 28-án mutatta be a Netflix.

## Cselekmény
Tomek Bartkowiak (Jozef Pawlowski) egy MMA harcos, akinek pusztító jobb ütése van, és jó esélye arra, hogy a következő szintre lépjen. Edzőjével, Pawellel (Szymon Bobrowski) és testvérével, Wiktorral elmennek a következő meccsre, hogy megküzdjön a sebhelyes arcú Repeccel (Damian Majewski). A küzdelem alatt azonban valaki bedrogozza Tomek vizét. A férfit eszméletlenre verik, kegyvesztetté nyilvánítják, az edzője pedig elveszíti azt a tetemes összeget, amit rátett.
Tomek a hegyvidéki Zakopane régióba visszavonul egy faházba, hogy lekezelje sebeit és egyedül legyen. Később megjelenik Wiktor azzal az ajánlattal, hogy csatlakozzon hozzá a családi tulajdonban lévő varsói éjszakai klubjuk vezetéséhez. Mielőtt azonban a nemes harcos egyáltalán megfontolhatná bátyja ajánlatát, Wiktor brutális, nagy sebességgel elkövetett ütközésben életét veszti, ezért Tomek kénytelen egyedül vezetni a klubot. Hamarosan rájön, hogy a testvére halála nem baleset volt.

## Szereplők
| Szerep                | Színész            | Magyar hang            |
| --------------------- | ------------------ | ---------------------- |
| Tomek Bartkowiak      | Józef Pawlowski    | Horváth Illés          |
| Pawel Sozoniuk        | Szymon Bobrowski   | Törköly Levente        |
| Dominika Sozoniuk     | Zofia Domalik      | Tarr Judit             |
| Ireneusz Parzych      | Janusz Chabior     | Faragó András          |
| N/A                   | Joanna Kocyla      |                        |
| Blazej                | Cezary Lukaszewicz |                        |
| Konrad 'Blizna' Repec | Damian Majewski    | Horváth-Töreki Gergely |
| VIP vendég            | Margo Marlow       |                        |
| Wiktor Bartkowiak     | Antoni Pawlicki    | Karácsonyi Zoltán      |
| Halina Bartkowiak     | Danuta Stenka      | Szórádi Erika          |
| politikus             | Jan Frycz          | Sinkovits-Vitay András |
| Rafal Kolodziejczyk   | Bartlomiej Topa    | Rosta Sándor           |
| Steppy D              | Rafal Zawierucha   | Király Adrián          |

## Fordítás
- Ez a szócikk részben vagy egészben  a   Bartkowiak (film) című angol Wikipédia-szócikk fordításán alapul.  Az eredeti cikk szerkesztőit annak laptörténete sorolja fel. Ez a jelzés csupán a megfogalmazás eredetét és a szerzői jogokat jelzi, nem szolgál a cikkben szereplő információk forrásmegjelöléseként.